# Финал Кубка СССР по футболу 1986
Финал Кубка СССР по футболу 1985/1986 состоялся 2 мая 1986 года. Московское «Торпедо» переиграло донецкий «Шахтёр» со счётом 1:0 и стал обладателем Кубка СССР.

## Путь к финалу
| Торпедо (Москва)    | Торпедо (Москва) | Торпедо (Москва) | Этап        | Шахтёр (Донецк)    | Шахтёр (Донецк) | Шахтёр (Донецк)   |
| ------------------- | ---------------- | ---------------- | ----------- | ------------------ | --------------- | ----------------- |
| Соперник            | Место            | Счёт             |             | Соперник           | Место           | Счёт              |
| Пахтакор (Ташкент)  | В гостях         | 3:2 (доп. вр.)   | 1/16 финала | Кубань (Краснодар) | Дома            | 5:1               |
| СКА (Хабаровск)     | Дома             | 2:0              | 1/8 финала  | Колос (Никополь)   | В гостях        | 1:0               |
| Черноморец (Одесса) | В гостях         | 2:0              | 1/4 финала  | Даугава (Рига)     | Дома            | 2:1               |
| Спартак (Москва)    | Дома             | 3:2              | 1/2 финала  | Зенит (Ленинград)  | В гостях        | 2:2 (по пен. 4:3) |

## Ход финального матча
Московское «Торпедо» и донецкий «Шахтёр» во второй раз встречались в рамках финала в истории кубков СССР. В финале Кубка СССР в 1961 году «Шахтёр» оказался сильнее (3:1), благодаря дублю Юрия Ананченко и голу Анатолия Родина.
В первой тайме преимущества в игре не было ни у одной из команд, обоюдные атаки не доводились до завершающего удара. На 29-й минуте в составе «Торпедо» произошла замена: вместо нападающего Андрея Редкоуса на поле вышел другой форвард Владимир Кобзев. Столь ранняя замена имела эффект, спустя 5 минут защитник «Торпедо» Владимир Сочнов исполнял дальний штрафной удар. Мяч, летевший по высокой траектории, нашёл в чужой штрафной Владимир Кобзев, отправивший его головой в дальний угол ворот. На 38-й минуте у «Шахтёра» появился шанс отыграться: сначала удар вышедшего на ворота Сергея Ященко, затем Юрий Гуляев попал в защитника, а третий удар был нанесён выше ворот.
Второй тайм был отмечен атакующими действиями «Шахтёра» и соответственно оборонительной тактикой «Торпедо». Произведённые после перерыва в составе горняков замены усиливали их нападение, однако до серьёзных угроз воротам «Торпедо» не доходило.

## Отчёт о матче
| Торпедо (Москва) | 1:0   | Шахтёр (Донецк) |
| ---------------- | ----- | --------------- |
| Кобзев 34′       | Отчёт |                 |

| ТОРПЕДО:        |  |                     |  |     |
|                 |  |                     |  |     |
| Вр              |  | Валерий Сарычев     |  |     |
| Зщ              |  | Владимир Сочнов     |  |     |
| Зщ              |  | Валентин Ковач      |  |     |
| Зщ              |  | Александр Гостенин  |  |     |
| Зщ              |  | Сергей Пригода      |  |     |
| ПЗ              |  | Сергей Шавло        |  |     |
| ПЗ              |  | Юрий Савичев        |  |     |
| ПЗ              |  | Сергей Муштруев     |  | 79' |
| ПЗ              |  | Владимир Гречнёв    |  | 64' |
| ПЗ              |  | Александр Полукаров |  |     |
| Нап             |  | Андрей Редкоус      |  | 29' |
| Замены:         |  |                     |  |     |
| Нап             |  | Владимир Кобзев     |  | 29' |
| Зщ              |  | Валерий Шавейко     |  | 64' |
| ПЗ              |  | Николай Савичев     |  | 79' |
| Главный тренер: |  |                     |  |     |
| Валентин Иванов |  |                     |  |     |

| ШАХТЁР:         |  |                     |  |     |
|                 |  |                     |  |     |
| Вр              |  | Сергей Золотницкий  |  |     |
| Зщ              |  | Алексей Варнавский  |  |     |
| Зщ              |  | Александр Сопко     |  |     |
| Зщ              |  | Валерий Гошкодеря   |  | 60' |
| ПЗ              |  | Владимир Пархоменко |  | 75' |
| ПЗ              |  | Валерий Рудаков     |  |     |
| ПЗ              |  | Сергей Ященко       |  |     |
| ПЗ              |  | Михаил Соколовский  |  | 46' |
| ПЗ              |  | Юрий Гуляев         |  |     |
| ПЗ              |  | Олег Смолянинов     |  |     |
| Нап             |  | Виктор Грачёв       |  |     |
| Замены:         |  |                     |  |     |
| ПЗ              |  | Игорь Петров        |  | 46' |
| Нап             |  | Сергей Морозов      |  | 60' |
| ПЗ              |  | Сергей Кравченко    |  | 75' |
| Главный тренер: |  |                     |  |     |
| Олег Базилевич  |  |                     |  |     |